# Encyclopedia of Latin American History and Culture
Die Encyclopedia of Latin American History and Culture (Enzyklopädie der lateinamerikanischen Geschichte und Kultur) ist eine 5-bändige englischsprachiges Nachschlagewerk zur lateinamerikanischen Geschichte und Kultur. 
Die erste Ausgabe der Enzyklopädie umfasst fünf gedruckte Bände, herausgegeben von Barbara Tenenbaum von der Hispanic Division der Library of Congress. Eine zweite Ausgabe im Jahr 2008 umfasst sechs Bände, herausgegeben von Jay Kinsbruner und Erick Langer, in gedruckter und elektronischer Form.
Die Enzyklopädie umspannt die Jahrhunderte von den frühesten Zivilisationen der Olmeken, Maya und Chavín bis hinein in die heutige Zeit. Dabei ist die Region ist weit gefasst und umfasst Südamerika, Mittelamerika, Mexiko, das Karibische Meer und das historische spanische Grenzgebiet nördlich des Rio Grande, das heute Teil der Vereinigten Staaten ist. 
Der Schwerpunkt des Enzyklopädie liegt auf der politischen, wirtschaftlichen und sozialen Geschichte, ohne jedoch die Elemente der materiellen und populären Kultur zu vernachlässigen, die die Geschichte Lateinamerikas geprägt haben. Es gibt eine große Anzahl von Abbildungen und Karten. Darüber hinaus gibt es einen umfangreichen Index und Querverweise innerhalb der Artikel.
Etwa dreitausend biografische Skizzen bedeutender Lateinamerikaner aus allen Teilen Lateinamerikas reichen von der prähispanischen Zeit bis zum späten 20. Jahrhundert.